# Bondo (Colzate)
Bondo [ˈbondo] (Bónd [ˈbont] in dialetto bergamasco) è una frazione di Colzate, in provincia di Bergamo.
L'etimologia del toponimo, molto diffuso nella provincia di Bergamo (si ricordano le omonime località Bondo Petello e quelle presso Gromo, Adrara San Martino ed Ubiale), deriva dalla matrice Bond di derivazione prelatina, probabilmente riconducibile al periodo celtico, che sta ad indicare un luogo posto in una conca con presenza di acqua.
Posto a un'altezza di circa 800 m s.l.m. sulle propaggini orientali del monte Cavlera, nei pressi dello spartiacque con la val del Riso, conta all'incirca 200 abitanti di cui la maggior parte residente all'esterno del nucleo residenziale vero e proprio. Del vecchio territorio di Bondo rientrano Barbata, Rezzo e Honio, dove un tempo era situato il luogo delle riunioni tra i vari componenti della lega di Honio. Il santo patrono è San Bernardino da Siena.

## Storia

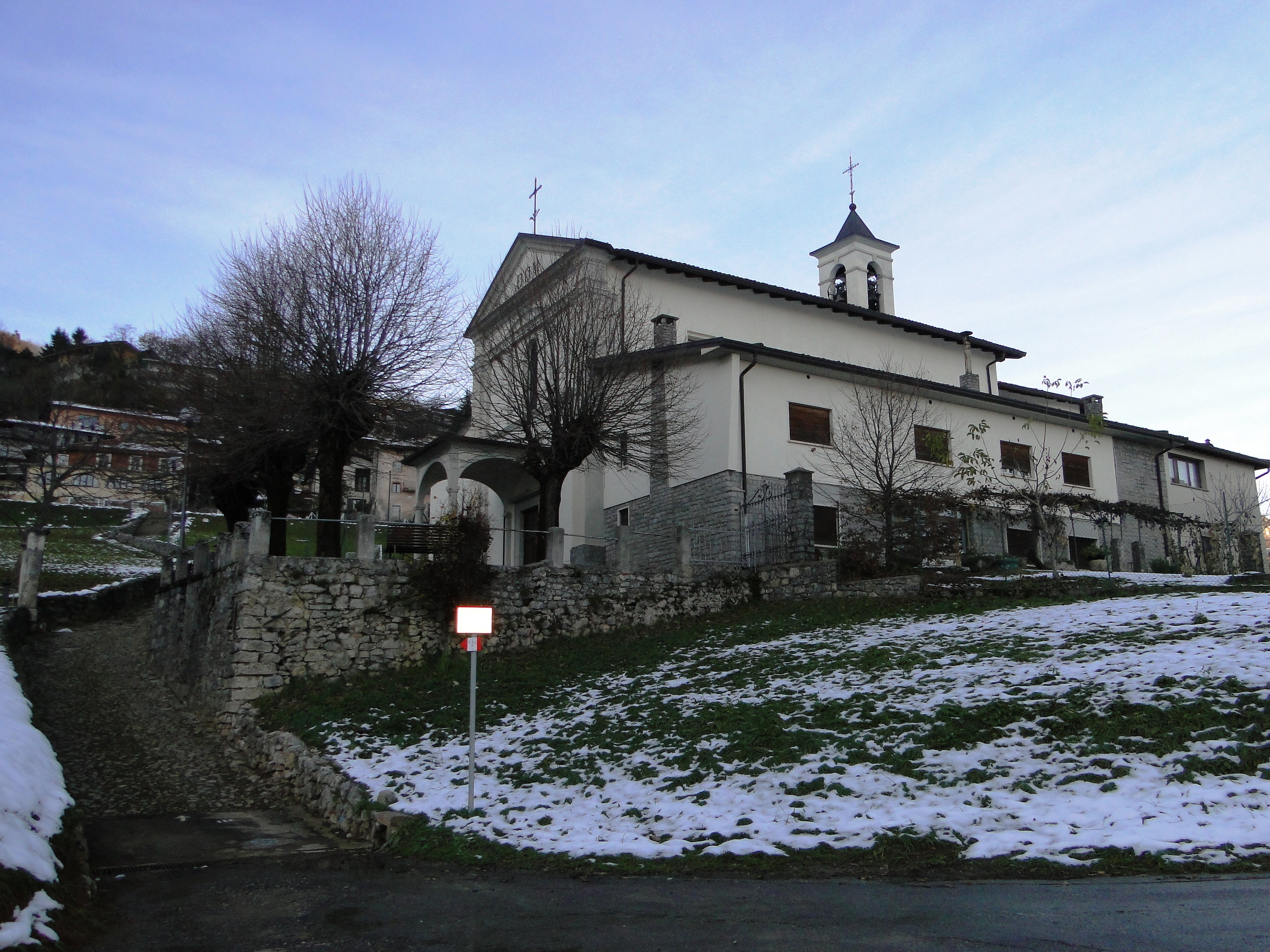
Chiesa parrocchiale di San Bernardino

Bondo nasce negli ultimi secoli prima di Cristo, quando piccoli gruppi di celti iniziano ad abitare la montagna, creando un piccolo insediamento. Con l'arrivo dei romani, il borgo venne invece utilizzato come base per gli schiavi che lavoravano nelle miniere di Riso (Gorno). Con la nascita dei primi comuni, anche Bondo cominciò a rendersi indipendente e divenne anchg'esso comune. Nel XIII secolo entrò a far parte della Confederazione de Honio, insieme a Colzate, Vertova, Barbata, Rova, Gazzaniga, Fiorano e Semonte. Questa lega di comuni entrò in conflitto con il Barbarossa assieme alla Lega Lombarda ed era sotto il controllo del prefetto di Bergamo.
Nel 1263 la lega venne abolita e Bondo venne incluso nei confini comunali di Gorno, posto nella vicina Val del Riso, con cui legò le proprie vicende amministrative fino al 1766, quando venne aggregato ad Oneta. Con l'arrivo della napoleonica Repubblica Cisalpina, si verificò una revisione dei confini, che portarono Bondo ad acquisire la propria autonomia, assumendo la denominazione di Bondo con Barbata. L'anno successivo il neonato comune allargò i propri confini accorpando anche gli altri borghi montani di Orezzo e Ganda. Quest'unione di quattro nuclei senza continuità territoriale tra loro durò poco, dal momento che già nel 1805 Bondo e Barbata tornarono nelle competenze di Gorno.
Con il nuovo cambio di governo, che vide subentrare l'austriaco Regno Lombardo-Veneto alle istituzioni francesi, il borgo nel 1818 venne incluso nei confini di Colzate, comune di cui fa parte.
Nel 1827 venne definitivamente sciolta la Confederazione de Honio, con Colzate che acquisì formalmente il possesso di tutte le terre collinari e montuose ricoperte dai boschi limitrofi dell'abitato di Bondo.
Nacque poi l'insediamento nei piani di Rezzo, che ormai conta all'incirca una quarantina di persone stabili ed altri che utilizzano le abitazioni come luogo di vacanze estive.
La chiesa di Bondo venne invece costruita nel 1630 e resa ufficialmente parrocchia nel 1697 (con scissione da Gorno), con la nomina del suo primo parroco l'anno successivo. Venne successivamente ampliata e dotata di sacrestia durante il XIX secolo.
Nel periodo fascista conobbe un vero e proprio momento di gloria: un certo Pietro Poli venne assassinato in Francia e prima di morire inneggiò al fascismo e a Mussolini, ottenendo così il riconoscimento di martire del fascio. Ogni anno sulla sua tomba, nel piccolo cimitero di Bondo, si raccoglievano alcuni ufficiali fascisti della provincia di Bergamo dopo un solenne corteo nelle strade di Colzate.

## Luoghi di interesse
Oltre alla Parrocchia di San Bernardino, restaurata alla fine degli anni 2000, lungo i vari percorsi verso Barbata, Colzate e Honio è possibile osservare numerose edicole e dipinti sacri sulle pareti di molte abitazioni. Tramite un sentiero abbastanza malridotto è inoltre possibile raggiungere quel poco che rimane del Castello di Froll.
A Bondo è stato dedicato un inno, la cui musica è stata composta da Poli Albino e Alessandro, in due differenti versioni, e il testo è di G. Borlini.

## Manifestazioni
- Giorno finale del palio delle contrade: le ultime gare del palio si svolgono a Bondo, in giochi per adulti e ragazzi.[9]
- La seconda domenica di ottobre si celebra, ogni anno, la festa della Madonna del Rosario. Come da tradizione, nel primo pomeriggio, si celebra la messa solenne con la processione; poi viene offerta a tutti una merenda a base di caldarroste.
- La sera del 14 agosto, per la festa dell'Assunta, si svolge la fiaccolata partendo dal colle di Bondo verso la piccola chiesa di Barbata.